# Olympische Jugend-Sommerspiele 2018/Teilnehmer (Jamaika)
| Gelbes Symbol für Goldmedaillen mit stilisierten Olympischen Ringen | Graues Symbol für Silbermedaillen mit stilisierten Olympischen Ringen | Braundes Symbol für Bronzemedaillen mit stilisierten Olympischen Ringen |
| ------------------------------------------------------------------- | --------------------------------------------------------------------- | ----------------------------------------------------------------------- |
| —                                                                   | 1                                                                     | 1                                                                       |

Die Jugend-Olympiamannschaft aus Jamaika für die III. Olympischen Jugend-Sommerspiele vom 6. bis 18. Oktober 2018 in Buenos Aires (Argentinien) bestand aus 12 Athleten.

## Athleten nach Sportarten

### Leichtathletik
| Mädchen - Daniella Deer 400 m: DNF - Ackera Nugent 100 m Hürden: Bronze - Shantae Foreman Hochsprung: 13. Platz - Danielle Sloley Kugelstoßen: 9. Platz | Jungen - Michali Everett 100 m: 4. Platz - Antonio Watson 200 m: Silber - Evaldo Whitehorne 400 m: 17. Platz - Kimar Farquharson 800 m: 16. Platz - Shanthamoi Brown 400 m Hürden: 6. Platz - Shacquille Lowe Weitsprung: 9. Platz - Apalos Edwards Dreisprung: 11. Platz |

### Schwimmen
Mädchen
- Emily MacDonald
50 m Freistil: 33. Platz
100 m Freistil: 39. Platz